# アダム・リンド
アダム・アラン・リンド（Adam Alan Lind, 1983年7月17日 - ）は、アメリカ合衆国インディアナ州デラウェア郡マンシー出身の元プロ野球選手（一塁手）。左投左打。愛称はドニー。

## 経歴

### プロ入り前
2002年のMLBドラフト8巡目（全体242位）でミネソタ・ツインズから指名を受けたが契約せず、南アラバマ大学に進学。

### プロ入りとブルージェイズ時代
2004年のMLBドラフト3巡目（全体83位）でトロント・ブルージェイズから指名を受け、プロ入り。
2006年9月2日のボストン・レッドソックス戦でメジャーデビューを果たした。この年はわずか18試合の出場ながら、.367という高打率を記録。その他の打撃部門でも軒並みハイレベルな成績を記録した。
2007年は右打ちのリード・ジョンソンとの併用で左翼を守り、89試合に出場。
2008年は左翼手の他、指名打者として16試合に出場した。
2009年は開幕戦に指名打者で先発出場し、ブルージェイズの開幕戦記録となる6打点を記録した。また、2001年のカルロス・デルガドに並ぶ開幕5試合で11打点のチームタイを記録した。8月31日には自身初の満塁本塁打を打ち、自身最多の1試合8打点を記録。9月6日に週間MVPを受賞した。この年は指名打者で92試合、左翼手で55試合に先発出場し、打率.305、35本塁打、114打点を記録。ヤンキースの松井秀喜、ツインズのジェイソン・クベルらを抑え、指名打者部門でシルバースラッガー賞を受賞した。また、最優秀指名打者に贈られるエドガー・マルティネス賞も受賞した。
2010年は開幕直前の4月3日に4年総額1800万ドル、2014年から2016年までのオプションも含めると7年総額3850万ドルで契約を延長した。チームの主砲として更なる飛躍を期待されたシーズンだったが、5月以降に深刻な打撃不振に陥り、打率は一時.203まで低下した。終盤はやや持ち直したものの、打率.237、23本塁打、72打点、OPS.712という成績に終わった。特に対左投手は打率.117、OPS.341と全く打てず、後半戦は相手先発が左投手の際には先発を外れることも増えた。この年限りで正一塁手ライル・オーバーベイの契約が満了することもあり、シーズン終盤に入ると翌年以降のコンバートを見込んで大学以来となる一塁守備に就くこともあった。
2011年からは一塁手として起用されている。シーズンとしては、前年比マイナス25試合の出場だったが、打撃3部門の成績はいずれも向上。
2012年は4年ぶりに規定打席到達を逃したシーズンとなった。出場機会減少の影響により、それまで3年連続で記録していた20本塁打・70打点の水準に、いずれも届かなかった。一方で選球眼が向上し、低打率の影響で.300未満の数値が続いていた出塁率は3年ぶりに.300以上の水準に戻った。
2013年は再び規定打席に到達した。打率は3年連続で上昇し、出塁率と長打率はいずれも規定打席に到達したシーズンとしては自己2番目の水準となる数値を記録した。
2014年7月11日に右足の負傷のため15日間の故障者リストに入った。8月12日に故障者リストから外れた。故障の影響もあり、出場試合数は100未満に終わった。一方で、規定打席未到達ながら打率.300以上を記録。得点圏でも打率.343、33打点とよく打ったものの、本塁打数は6年ぶりに2桁に届かずに終わった。

### ブルワーズ時代

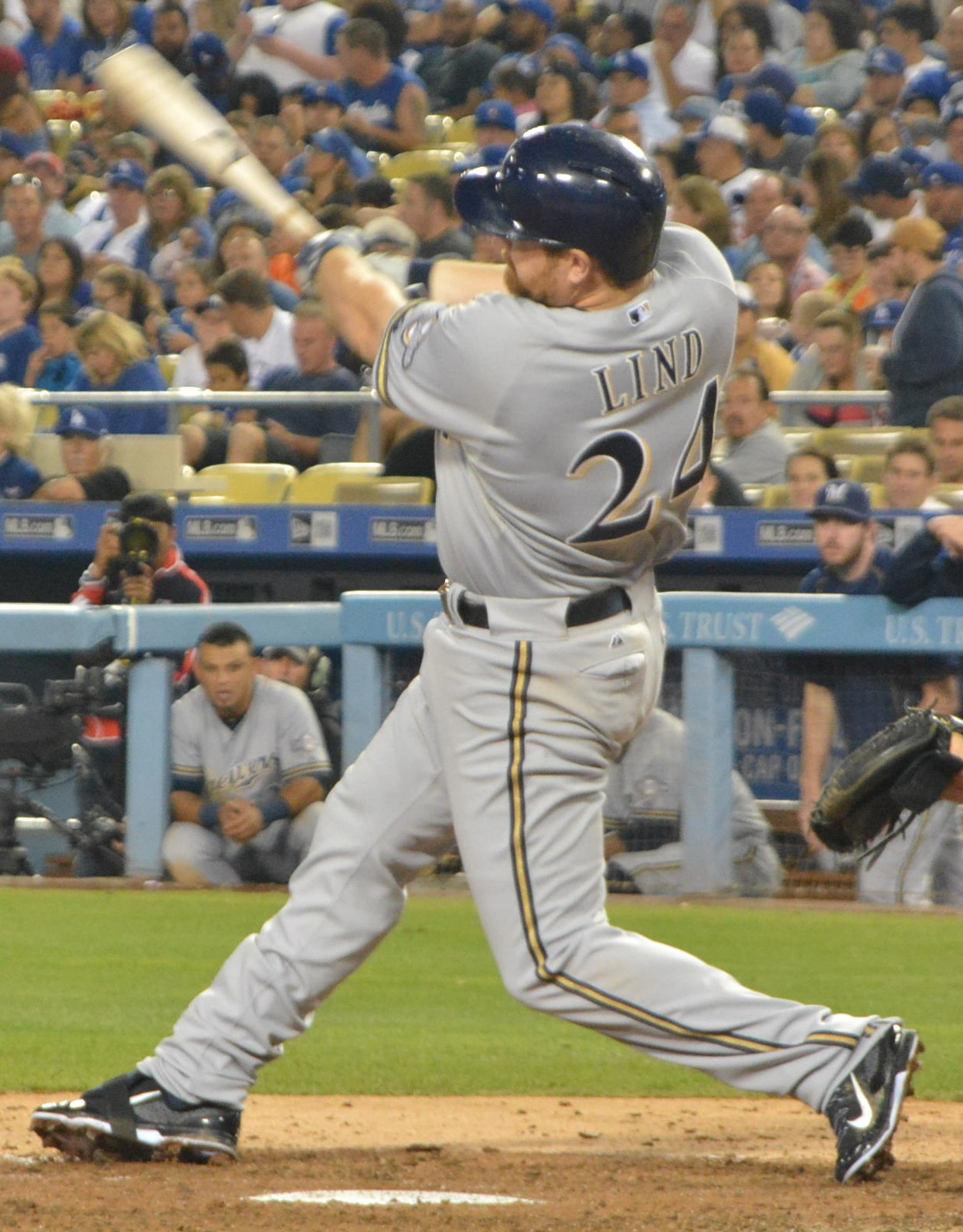
2015年

2014年11月1日にマルコ・エストラーダとのトレードで、ミルウォーキー・ブルワーズへ移籍した。
2015年、通算150本塁打を達成した。この年は149試合に出場して打率.277、20本塁打、87打点の成績を残した。

### マリナーズ時代

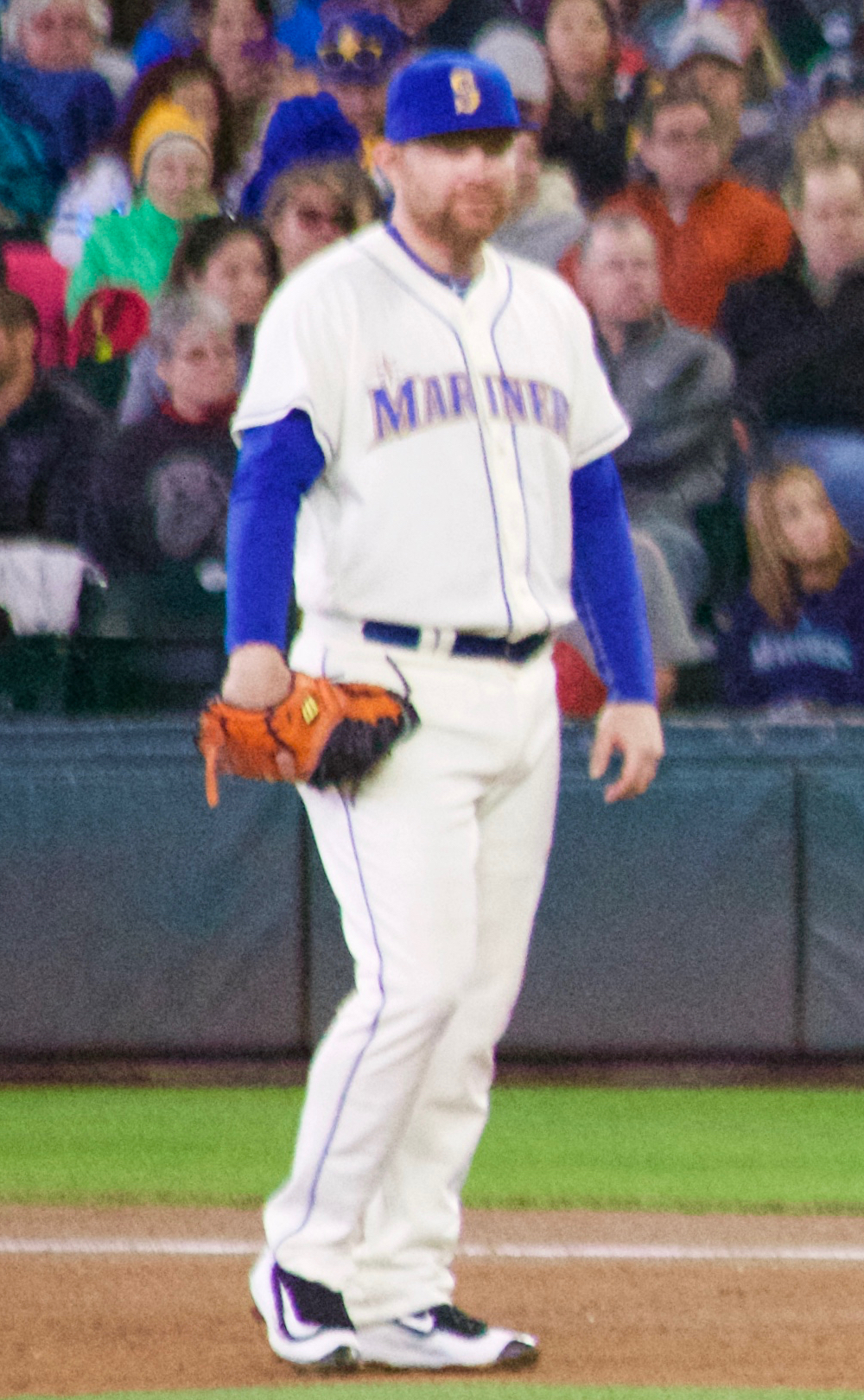
2016年5月29日

2015年12月9日にフレディ・ペラルタ、ダニエル・ミサキ、カルロス・ヘレーラとのトレードで、シアトル・マリナーズへ移籍した。
2016年は126試合に出場して打率.239、20本塁打、58打点の成績を残した。オフの11月3日にFAとなった。

### ナショナルズ時代
2017年2月15日にワシントン・ナショナルズと1年契約（2018年のオプション付き）を結んだ。
11月2日、ナショナルズは契約オプションを破棄して違約金50万ドルを支払い、FAとなった。

### ヤンキース傘下時代
2018年3月2日にニューヨーク・ヤンキースとマイナー契約を結び、同年のスプリングトレーニングに招待選手として参加することになった。3月14日に一度FAとなったが、4月18日に再びマイナー契約を結んだ。ヤンキース傘下ではA+級タンパ・ターポンズとAAA級スクラントン・ウィルクスバリ・レイルライダースでプレーした。5月25日に FAとなった。

### レッドソックス傘下時代
2018年6月2日にボストン・レッドソックスとマイナー契約を結び、傘下のAAA級ポータケット・レッドソックスへ配属された。8月1日に FAとなった。

## 選手としての特徴
高校時代にはウエイトリフティングもしていたパワーヒッター。広角に長打を放てる打撃が最大の持ち味。2009年は35本塁打のうち17本を中堅から左方向に放った。弱点は選球眼と左投手である。
外野の守備力は低く、UZR/150は通算で-10.9となっている。2010年から外野での出場機会が減少しており、指名打者での出場が増えている。2007年には89試合中80試合で守備に就いていたが、2010年は一塁と合わせても150試合中24試合しか守備に就かなかった。

## 私生活
2010年にトロント在住の女性と結婚し、現在は一男一女の父親である。第一子（長女）が2011年9月に、第二子（長男）が2013年4月に誕生した。

## 詳細情報

### 年度別打撃成績
| 年 度     | 球 団     | 試 合 | 打 席 | 打 数 | 得 点 | 安 打 | 二 塁 打 | 三 塁 打 | 本 塁 打 | 塁 打 | 打 点 | 盗 塁 | 盗 塁 死 | 犠 打 | 犠 飛 | 四 球 | 敬 遠 | 死 球 | 三 振 | 併 殺 打 | 打 率 | 出 塁 率 | 長 打 率 | O P S |
| --------- | --------- | ----- | ----- | ----- | ----- | ----- | -------- | -------- | -------- | ----- | ----- | ----- | -------- | ----- | ----- | ----- | ----- | ----- | ----- | -------- | ----- | -------- | -------- | ----- |
| 2006      | TOR       | 18    | 65    | 60    | 8     | 22    | 8        | 0        | 2        | 36    | 8     | 0     | 0        | 0     | 0     | 5     | 0     | 0     | 12    | 0        | .367  | .415     | .600     | 1.015 |
| 2007      | TOR       | 89    | 311   | 290   | 34    | 69    | 14       | 0        | 11       | 116   | 46    | 1     | 2        | 2     | 2     | 16    | 0     | 1     | 65    | 7        | .238  | .278     | .400     | .678  |
| 2008      | TOR       | 88    | 349   | 326   | 48    | 92    | 16       | 4        | 9        | 143   | 40    | 2     | 0        | 1     | 4     | 16    | 3     | 2     | 59    | 8        | .282  | .316     | .439     | .755  |
| 2009      | TOR       | 151   | 654   | 587   | 93    | 179   | 46       | 0        | 35       | 330   | 114   | 1     | 1        | 0     | 4     | 58    | 7     | 5     | 110   | 15       | .305  | .370     | .562     | .932  |
| 2010      | TOR       | 150   | 613   | 569   | 57    | 135   | 32       | 3        | 23       | 242   | 72    | 0     | 0        | 0     | 3     | 38    | 3     | 3     | 144   | 10       | .237  | .287     | .425     | .712  |
| 2011      | TOR       | 125   | 542   | 499   | 56    | 125   | 16       | 0        | 26       | 219   | 87    | 1     | 1        | 0     | 8     | 32    | 4     | 3     | 107   | 12       | .251  | .295     | .439     | .734  |
| 2012      | TOR       | 93    | 353   | 321   | 28    | 82    | 14       | 2        | 11       | 133   | 45    | 0     | 0        | 0     | 3     | 29    | 1     | 0     | 61    | 10       | .255  | .314     | .414     | .729  |
| 2013      | TOR       | 143   | 521   | 465   | 67    | 134   | 26       | 1        | 23       | 231   | 67    | 1     | 0        | 0     | 4     | 51    | 5     | 1     | 103   | 20       | .288  | .357     | .497     | .854  |
| 2014      | TOR       | 96    | 318   | 290   | 38    | 93    | 24       | 2        | 6        | 139   | 40    | 0     | 0        | 0     | 0     | 28    | 3     | 0     | 48    | 8        | .321  | .381     | .479     | .860  |
| 2015      | MIL       | 149   | 572   | 502   | 72    | 139   | 32       | 0        | 20       | 231   | 87    | 0     | 0        | 0     | 3     | 66    | 11    | 1     | 100   | 7        | .277  | .360     | .460     | .820  |
| 2016      | SEA       | 126   | 430   | 401   | 48    | 96    | 17       | 0        | 20       | 173   | 58    | 0     | 1        | 0     | 2     | 26    | 3     | 1     | 89    | 14       | .239  | .286     | .431     | .717  |
| 2017      | WSH       | 116   | 301   | 267   | 39    | 81    | 14       | 0        | 14       | 137   | 59    | 1     | 0        | 0     | 6     | 28    | 5     | 0     | 47    | 6        | .303  | .362     | .513     | .875  |
| MLB：12年 | MLB：12年 | 1344  | 5029  | 4577  | 588   | 1247  | 259      | 12       | 200      | 2130  | 723   | 7     | 5        | 3     | 39    | 393   | 45    | 17    | 945   | 117      | .272  | .330     | .465     | .795  |

### 年度別守備成績
| 年 度 | 球 団 | 左翼（LF） | 左翼（LF） | 左翼（LF） | 左翼（LF） | 左翼（LF） | 左翼（LF） | 一塁（1B） | 一塁（1B） | 一塁（1B） | 一塁（1B） | 一塁（1B） | 一塁（1B） |
| 年 度 | 球 団 | 試 合      | 刺 殺      | 補 殺      | 失 策      | 併 殺      | 守 備 率   | 試 合      | 刺 殺      | 補 殺      | 失 策      | 併 殺      | 守 備 率   |
| ----- | ----- | ---------- | ---------- | ---------- | ---------- | ---------- | ---------- | ---------- | ---------- | ---------- | ---------- | ---------- | ---------- |
| 2006  | TOR   | 2          | 4          | 0          | 0          | 0          | 1.000      | -          | -          | -          | -          | -          | -          |
| 2007  | TOR   | 80         | 137        | 5          | 0          | 0          | 1.000      | -          | -          | -          | -          | -          | -          |
| 2008  | TOR   | 71         | 113        | 2          | 0          | 1          | 1.000      | -          | -          | -          | -          | -          | -          |
| 2009  | TOR   | 55         | 80         | 1          | 1          | 0          | .988       | -          | -          | -          | -          | -          | -          |
| 2010  | TOR   | 16         | 22         | 0          | 0          | 0          | 1.000      | 11         | 70         | 9          | 0          | 7          | 1.000      |
| 2011  | TOR   | -          | -          | -          | -          | -          | -          | 109        | 952        | 64         | 4          | 88         | .996       |
| 2012  | TOR   | -          | -          | -          | -          | -          | -          | 61         | 545        | 37         | 5          | 64         | .991       |
| 2013  | TOR   | -          | -          | -          | -          | -          | -          | 76         | 579        | 51         | 7          | 56         | .989       |
| 2014  | TOR   | -          | -          | -          | -          | -          | -          | 47         | 357        | 23         | 3          | 41         | .992       |
| 2015  | MIL   | -          | -          | -          | -          | -          | -          | 138        | 1098       | 82         | 4          | 124        | .997       |
| 2016  | SEA   | -          | -          | -          | -          | -          | -          | 101        | 731        | 50         | 5          | 75         | .994       |
| 2017  | WSH   | 25         | 45         | 1          | 0          | 0          | 1.000      | 39         | 226        | 23         | 5          | 25         | .980       |
| MLB   | MLB   | 249        | 401        | 9          | 1          | 1          | .998       | 582        | 4558       | 339        | 33         | 480        | .993       |

### 表彰
- シルバースラッガー賞（指名打者部門）：1回（2009年）
- エドガー・マルティネス賞：1回（2009年）

### 背番号
- 26（2006年 - 2014年、2016年 - 2017年）
- 24（2015年）